# Llista d'incorporats al Saló de la Fama de la Motocicleta de l'AMA
Aquesta llista d'incorporats al Saló de la Fama de la Motocicleta de l'AMA inclou tots aquells personatges del món del motociclisme que han estat honorats per l'AMA tot incorporant-los al seu Saló de la Fama de la Motocicleta (en anglès, AMA Motorcycle Hall of Fame). Al costat de cada membre del Saló s'hi indica entre parèntesis la data de la seva incorporació.
A 30 de desembre de 2024
| Índex A B C D E F G H I J K L M N O P Q R S T U V W X Y Z |

## Llista d'incorporats

### A
- J. C. Agajanian (1999)
- Giacomo Agostini (1999)
- David Aldana (1999)
- Johnny Allen (1999)
- C.E. Altman (2003)
- Hap Alzina (1998)
- Brad Andres (1998)
- Leonard Andres (1999)
- Leo Anthony, Sr. (1998)
- Sam Arena Sr. (1998)
- Bob Armstrong (1998)
- Erle Armstrong (1998)
- Roy Artley (1998)
- C.R. Axtell (1999)
- Walt Axthelm (2001)

### B
- Speedy Babbs (1999)
- Frank Baer (1998)
- Bill Bagnall (1999)
- David Bailey (1999)
- Gary Bailey (1999)
- Oscar Seaney (1999)
- Bill Baird (1999)
- Erwin George Baker (1998)
- Steve Baker (1999)
- Mike Baldwin (2001)
- George W. Barber (2014)
- Mark Barnett (2001)
- Dave Barr (2000)
- Mike Bast (2000)
- Jean-Michel Bayle (2000)
- Vaughn Beals (2008)
- Rex Beauchamp (2007)
- Ernie Beckman (1998)
- Mike Bell (2001)
- Wells Bennett (2000)
- Ralph Berndt (2005)
- Dick Bettencourt (2000)
- Doug Bingham (2003)
- Ron Bishop (2001)
- Mark Blackwell (2000)
- Joe Bolger (2004)
- Ted Boody, Jr. (2000)
- Cliff Boswell (1998)
- Earl Bowlby (1999)
- Jerry Branch (2005)
- Everett Brashear (1998)
- Bob Braverman (2000)
- Mark Brelsford (1998)
- Eddie Brinck (1998)
- Bill Brokaw (2001)
- Becky Brown (2002)
- Bruce Brown (1999)
- Don Brown (2001)
- Willard "Red" Bryan (2004)
- Max Bubeck (1999)
- Earl Buck (1998)
- Erik Buell (2002)
- Al Burke (1996)
- Edmund Burke (2002)
- Roy Burke (2004)
- Dick Burleson (1999)
- Albert "Shrimp" Burns (1998)
- Rod Bush[2]

### C
- Ben Campanale (1998)
- Ben Nighthorse Campbell (2001)
- Ricky Carmichael (2013)
- Chris Carr (2004)
- Kel Carruthers (1999)
- Woody Carson (2001)
- Allen Carter (2001)
- Woodsie Castonguay (1998)
- Tom Cates (2005)
- Danny Chandler (1999)
- Doug Chandler (2006)
- Jimmy Chann (1998)
- Alfred Rich Child (2006)
- T. C. Christenson (2005)
- Bill Church (1998)
- Nobby Clark (2012)[2]
- Charles Clayton (2001)
- Sharon Clayton (2000)
- Floyd Clymer (1998)
- Rod Coates (2008)
- A.B. Coffman (1998)
- Jeff Cole (2016)
- Pete Coleman (2000)
- Russ Collins (1999)
- Arthur Constantine (1998)
- Wes Cooley (2004)
- Dave Coombs (2000)
- Rita Coombs (2023)
- Mike Corbin (2000)
- Carl Cranke (2000)
- Al Crocker (1998)
- Terry Cunningham (2018)
- Wayne T. Curtin (1996)
- Glenn Curtiss (1998)
- Mary Shephard Cutright (1993)

### D
- Wally Dallenbach Sr. (2006)
- Russ Darnell (2002)
- Arthur Davidson (1998)
- Walter Davidson, Sr. (1998)
- William A. Davidson (1998)
- Willie G. Davidson (1999)
- William H. Davidson (1999)
- Gary Davis (2018)
- Jim Davis (1998)
- Ty Davis (2012)[2]
- Will Davis (2002)
- Paul Dean (2001)
- Roger DeCoster (1999)
- Trevor Deeley (1999)
- Babe DeMay (2001)
- Gary Denton (2021)
- Ralph DePalma (1998)
- Jacob DeRosier (1998)
- John DeSoto (1998)
- Dave Despain (1998)
- Marty Dickerson (2002)
- Tony DiStefano (1999)
- Doug Domokos (2002)
- Dick Dorresteyn (1998)
- Floyd Dreyer (1998)
- Linda Dugeau (2004)
- Miguel Duhamel (2016)
- Yvon Duhamel (1999)
- Ryan Dungey (2023)
- Paul DuPont (2004)
- Edison Dye (1999)
- Chet Dykgraaf (1998)

### E
- Skip Eaken (2018)
- Al Eames (1999)
- Ted Edwards (1998)
- Kenny Eggers (1998)
- Bud Ekins (1999)
- Dave Ekins (2001)
- Steve Eklund (1998)
- Sprouts Elder (1998)
- Jimmy Ellis (2012)[2]
- Don Emde (1999)
- Floyd Emde (1998)
- Jeff Emig (2004)
- Donnie Emler Sr (2017)
- Equip dels EUA al Trophée i al MX des Nations de 1981[a] (2003)
- Debbie Evans (2003)
- George Everett (2001)

### F
- Michael Farabaugh (2002)
- Jimmy Filice (2000)
- Sue Fish (2012)[2]
- Ed Fisher (2002)
- Earl Flanders (1998)
- Peter Fonda (2000)
- Malcolm Forbes (1999)
- Bill France, Jr. (2000)
- Bill France, Sr. (2000)
- Charles Franklin (2016)
- Jeff Fredette (2002)
- Curley Fredericks (1998)
- Rollie Free (1998)
- Walt Fulton, Jr. (1999)

### G
- Joe Gee (1998)
- Johnny Gibson (2004)
- Dick Gilmore (1997)
- Linda Giovannoni (1996)
- Broc Glover (2000)
- Paul Goldsmith (1999)
- Randy Goss (1998)
- Bill Goudy (1998)
- Carl Goudy (1998)
- Ricky Graham (1998)
- Morty Graves (1998)
- Bob Greene (2007)
- Al Gunter (1999)

### H
- Mike Hailwood (2000)
- Chris Haines (2016)
- Torsten Hallman (2000)
- Fred Ham (2000)
- Danny Hamel (2013)
- Dick Hammer (2000)
- Bob Hannah (1999)
- Bob Hansen (1999)
- Scot Harden (2008)
- William S. Harley (1998)
- T.K. Hastings (2000)
- Barry Hawk (2023)
- Nicky Hayden (2018)
- Larry Headrick (1998)
- Oscar Hedström (1998)
- Tom Heininger (2003)
- George M Hendee (1998)
- Thomas Henderson (1998)
- William G. Henderson (1998)
- Pat Hennen (2007)
- Doug Henry (2005)
- Ralph Hepburn (1998)
- Barry Higgins (2000)
- Bobby Hill (1998)
- Jimmy Hill (1998)
- Pete Hill (1990)
- Lester Hillbish (1998)
- Ted Hodgdon (1998)
- J.C. Hoel (1998)
- Pearl Hoel (1991)
- Soichiro Honda (2000)
- Jules Horky (1998)
- David L. Hough (2009)
- Kent Howerton (2000)
- Billy Huber (1998)
- Larry Huffman (2008)
- Roger Hull (2001)
- Harry Hurt (2007)

### J
- JackPine Gypsies Motorcycle Club (1997)
- Don Johns (1998)
- Bill Johnson (2005)
- Rick Johnson (1999)
- Jack Johnson (2016)
- Gary Jones (2000)
- Hap Jones (1998)
- Maldwyn Jones (1998)
- Ronnie Jones (2016)
- Alex Jorgensen (2015)

### K
- Erv Kanemoto (2001)
- Buzz Kanter (2002)
- Pierre Karsmakers (2014)
- Benny Kaufman (1998)
- Neil Keen (2000)
- Corky Keener (2018)
- Harry Kelley, Jr. (1999)
- Mike Kidd (1998)
- Mike Kiedrowski (2007)
- Dick Klamfoth (1998)
- Evel Knievel (1999)
- John Kocinski (2015)
- Hazel Kolb (1998)
- Ed Kretz (1998)
- Ed Kretz Jr. (2002)
- Linton Kuchler (2003)
- Del Kuhn (2003)

### L
- Allen La Fortune (2003)
- Mike Lafferty (2024)[3]
- Brad Lackey (1999)
- Wilbur "Lammy" Lamoreaux (1998)
- Grant Langston (2023)
- Danny LaPorte (2000)
- Mike LaRocco (2014)
- Lars Larsson (2002)
- Eddie Lawson (1999)
- Mert Lawwill (1998)
- Aub LeBard (1998)
- Jay Leno (2000)
- Oscar Lenz (1998)
- Joe Leonard (1998)
- Woody Leone (1998)
- Clifford "Windy" Lindstrom (1998)
- Gunnar Lindstrom (2000)
- Ron “The Machine” Lechien (2019)
- Eddie Lojak Sr (2017)
- Jorge Lorenzo (2020)
- Carey Loftin (2001)
- Fred Ludlow (1998)

### M
- Ken Maely (1999)
- Dennis Mahan (2016)
- Walt Mahony (2002)
- Larry Maiers (2001)
- Randy Mamola (2000)
- David Mann (2004)
- Dick Mann (1998)
- Denis Manning (2006)
- Bart Markel (1998)
- Freddie Marsh (2002)
- Billy Mathews (1998)
- Debbie Matthews (2024)
- Keith McCarty (2015)
- Robert McClean (2002)
- Jim i Phyllis McClure (2001)
- Tom McDermott (2000)
- Norm McDonald (2013)
- Mary McGee (2018)
- Jeremy McGrath (2003)
- Victor McLaglen (1999)
- John McLaughlin (2001)
- Steve McLaughlin (2004)
- Steve McQueen (1999)
- Fred Merkel (2001)
- Joseph Merkel (1998)
- Heikki Mikkola (2006)
- Bill Miller (1998)
- Herby Miller (1998)
- Sammy Miller (2007)
- Cordy Milne (1998)
- Jack Milne (1998)
- Chuck Minert (1999)
- Howard Mitzel (1998)
- Mat Mladin (2024)
- Bobby Moore (2017)
- Emmett Moore (1998)
- Steve Morehead (2004)
- Putt Mossman (1999)
- Eddie Mulder (1999)
- Dave Mungenast Sr. (2000)
- Burt Munro (2006)
- Clem Murdaugh (1998)
- Rob Muzzy (2014)

### N
- Cook Neilson (2006)
- Arlen Ness (1992)
- Ed Netterberg (1999)
- Jody Nicholas (1999)
- Nick Nicholson (2005)
- Freddie Nix (1999)
- Gary Nixon (1998)

### O
- Dick O'Brien (2000)
- Johnny O'Mara (2000)
- Bruce Ogilvie (2010)

### P
- Tom Paradise (1998)
- John Parham (2015)
- Scott Parker (2003)
- Trampas Parker (2007)
- Joe Parkhurst (2001)
- Leslie "Red" Parkhurst (1998)
- Travis Pastrana (2023)
- Mike Parti (2001)
- Leo Payne (2001)
- Bruce Penhall (1999)
- Duke Pennell (2003)
- Jack Penton (1999)
- John Penton (1998)
- Tom Penton (2000)
- Dave Perewitz (2003)
- Dudley Perkins (1998)
- Bob Perry (1998)
- Joe Petrali (1998)
- Preston Petty (1999)
- Jimmy Phillips (1998)
- Reggie Pink (1998)
- Doug Polen (2011)
- Jim Pomeroy (1999)
- Terry Poovey (2008)
- Ray Price (1993)
- Reg Pridmore (2002)

### R
- Wayne Rainey (1999)
- Ronnie Rall (2001)
- Rob Rasor (2024)
- Cal Rayborn II (1999)
- John Reed (2001)
- Herb Reiber (1998)
- Roger Reiman (1998)
- Randy Renfrow (2013)
- Carroll Resweber (1998)
- Gene Rhyne (1998)
- Jim Rice (2001)
- Branscombe Richmond (2003)
- Derek i Don Rickman (2007)
- Joël Robert (2000)
- J.N. Roberts (1999)
- Kenny Roberts (1998)
- Dot Robinson (1998)
- Earl Robinson (1998)
- Roxy Rockwood (1999)
- George Roeder (1999)
- Larry Roeseler (1999)
- Gene Romero (1998)
- Sylvester H. Roper (2002)
- Rip Rose (2000)
- Scott Russell (2005)

### S
- Perry Sands (2004)
- Robert Schanz (2004)
- Phil Schilling (2011)
- Donny Schmit (2002)
- Bernie Schreiber (2000)
- Dave Schultz (2001)
- Kevin Schwantz (1999)
- Ignaz Schwinn (1998)
- Gary Scott (1998)
- Hank Scott (2000)
- Bubba Shobert (1998)
- Tom Sifton (1998)
- Dale Singleton (2002)
- Brian Slark (2012)[2]
- Dal Smilie (2004)
- Donnie Smith (1995)
- E.C. Smith (1999)
- Erwin Smith (1995)
- George J. Smith Sr. (1994)
- Jeff Smith (2000)
- Malcolm Smith (1998)
- Marty Smith (2000)
- Rodney Smith (2015)
- Roger Soderstrom (2006)
- Cristine Sommer-Simmons (2003)
- Freddie Spencer (1999)
- Johnny Spiegelhoff (1998)
- Jay Springsteen (2003)
- Jeff Stanton (2000)
- Peter Starr (2017)
- Orie Steele (2007)
- Gary L. Stevens (2002)
- James Stewart Jr. (2022)
- Bessie Stringfield (2002)
- Gloria Struck (2016)
- Scott Summers (2014)

### T
- Babe Tancrede (1998)
- Sammy Tanner (1999)
- Lee Taylor (1998)
- Richard Teerlink (2015)
- Shell Thuet (2001)
- John Tibben (2004)
- Rolf Tibblin (2008)
- Walter i Lucille Timme (1995)
- Kenny Tolbert (2022)
- Fred Toscani (2003)
- Mike i Dianne Traynor (2013)
- Elmer Trett (2000)
- Marty Tripes (2001)
- Gavin Trippe (2005)
- Bill Tuman (1998)

### U
- Joe Uebelacker (1998)
- Pete Uebelacker (1998)
- Billy Uhl (2007)
- John Ulrich (2017)

### V
- Skip Van Leeuwen (1999)
- A.F. Van Order (1998)
- Augusta i Adeline Van Buren (2002)
- Terry Vance (1999)
- Don Vesco (1999)
- Craig Vetter (1999)
- Ryan Villopoto (2021)

### W
- Ed Waldheim (2007)
- Gene Walker (1998)
- Otto Walker (1998)
- Theresa Wallach (2003)
- Miny Waln (1998)
- Buzz Walneck (2004)
- Bruce Walters (2003)
- Jeff Ward (1999)
- Joe Weatherly (1998)
- Jimmy Weinert (1999)
- Ray Weishaar (1998)
- Bill Werner (2000)
- Ralph White (2001)
- Tom White (2014)
- Earl Widman (1998)
- Al Wilcox (2012)[2]
- Jack Wilson (2001)
- Margaret Wilson (2004)
- Melbourne Wilson (2006)
- Kevin Windham (2024)
- Leroy Winters (1999)
- Steve Wise (2001)
- Charles "Red" Wolverton (1998)
- George A. Wyman (2000)

### Y
- Pops Yoshimura (2000)
- Ed Youngblood (1999)

### Z
- David Zien (2000)